# Ангарка
Анга́рка (рос. Ангарка) — присілок у складі Аромашевського району Тюменської області, Росія.
Населення — 163 особи (2010, 191 у 2002).
Національний склад станом на 2002 рік:
- чуваші — 52 %
- росіяни — 40 %